# Hans Gudden

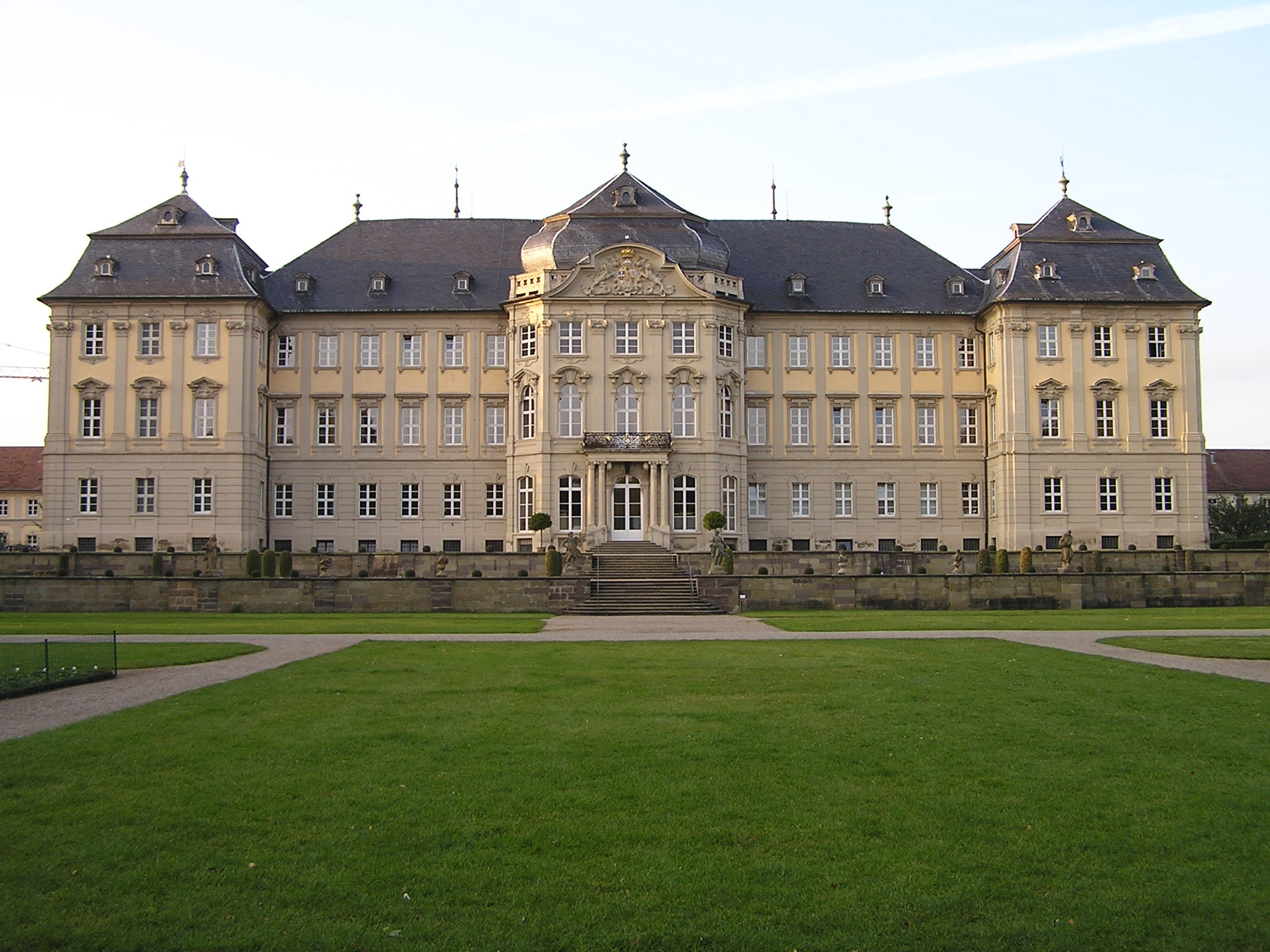
Kreisirrenanstalt Schloss Werneck – Geburtshaus von Hans Gudden

Hans Gudden (* 8. Juli 1866 Werneck, Unterfranken; † 2. Juni 1940 in München) war ein deutscher Arzt, Psychiater, Hochschullehrer und Klinikleiter.

## Familie
Hans Gudden wurde als eines von neun Kindern des bekannten bayerischen Psychiaters Bernhard von Gudden (1824–1886) in der Kreisirrenanstalt auf Schloss Werneck in Unterfranken geboren. Sein Vater war hier der erste Klinikleiter. Seine Mutter war Clarissa von Gudden geborene Voigt (1833–1894). Zu seinen Geschwistern gehörten u. a. der Ernst Gudden (1856–1875), der Kunstmaler Max Gudden (1859–1893), der Nervenarzt Clemens Gudden (1861–1931), der Maler Rudolf Gudden (1863–1935), die Emma Ritter geb. Gudden (1865–1931; Witwe von Paul Ritter (1829–1907)) sowie Anna Grashey geb. Gudden, Ehefrau des Nürnberger Psychiaters und Universitätsprofessors Hubert von Grashey (1839–1914) und Mutter des Radiologen Rudolf Grashey (1876–1950).

## Vita
Im Wintersemester 1886/1887 begann Gudden mit seinem Medizinstudium an der Ludwig-Maximilians-Universität München, wechselte dann aber an die Julius-Maximilians-Universität Würzburg. Während seines Studiums wurde er 1887 Mitglied der Burschenschaft Germania zu Würzburg. Er promovierte dort 1890 über die Wurzeln des Trigeminus, was ihm sofort eine Veröffentlichung in der Allgemeinen Zeitschrift für Psychiatrie einbrachte.

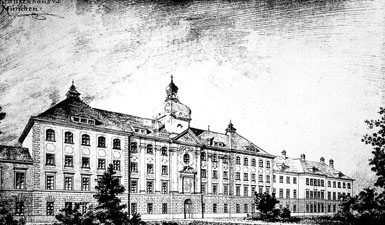
Historischer Bau des Münchner Klinikums links der Isar

Nach der Promotion arbeitete er 1891 zunächst an der Nervenklinik der Charité in Berlin und wechselte dann nach Tübingen. 1896, zwei Jahre nach seiner Habilitation in Tübingen, übernahm er die Leitung der Psychiatrischen Abteilung des Münchner Klinikums links der Isar. Die Einrichtung dieser Abteilung des Krankenhauses quasi als Stadtasyl war notwendig geworden, weil damals feststand, dass eine eigenständige Psychiatrische Klinik in München getrennt von der dortigen Kreisirrenanstalt errichtet werden sollte. Als im Herbst 1904 die Psychiatrische Universitätsklinik in München eröffnet wurde, wechselte Hans Gudden in die neue Klinik und wurde zum außerordentlichen Professor für Psychiatrie ernannt. Er leitete diese Klinik bis 1922 ohne wesentlich Unterricht zu halten. Von seiner Dozentur wurde er 1937 entbunden. Hans Gudden starb mit 73 Jahren nach kurzer Krankheit am 2. Juni 1940 in München.

## Grabstätte

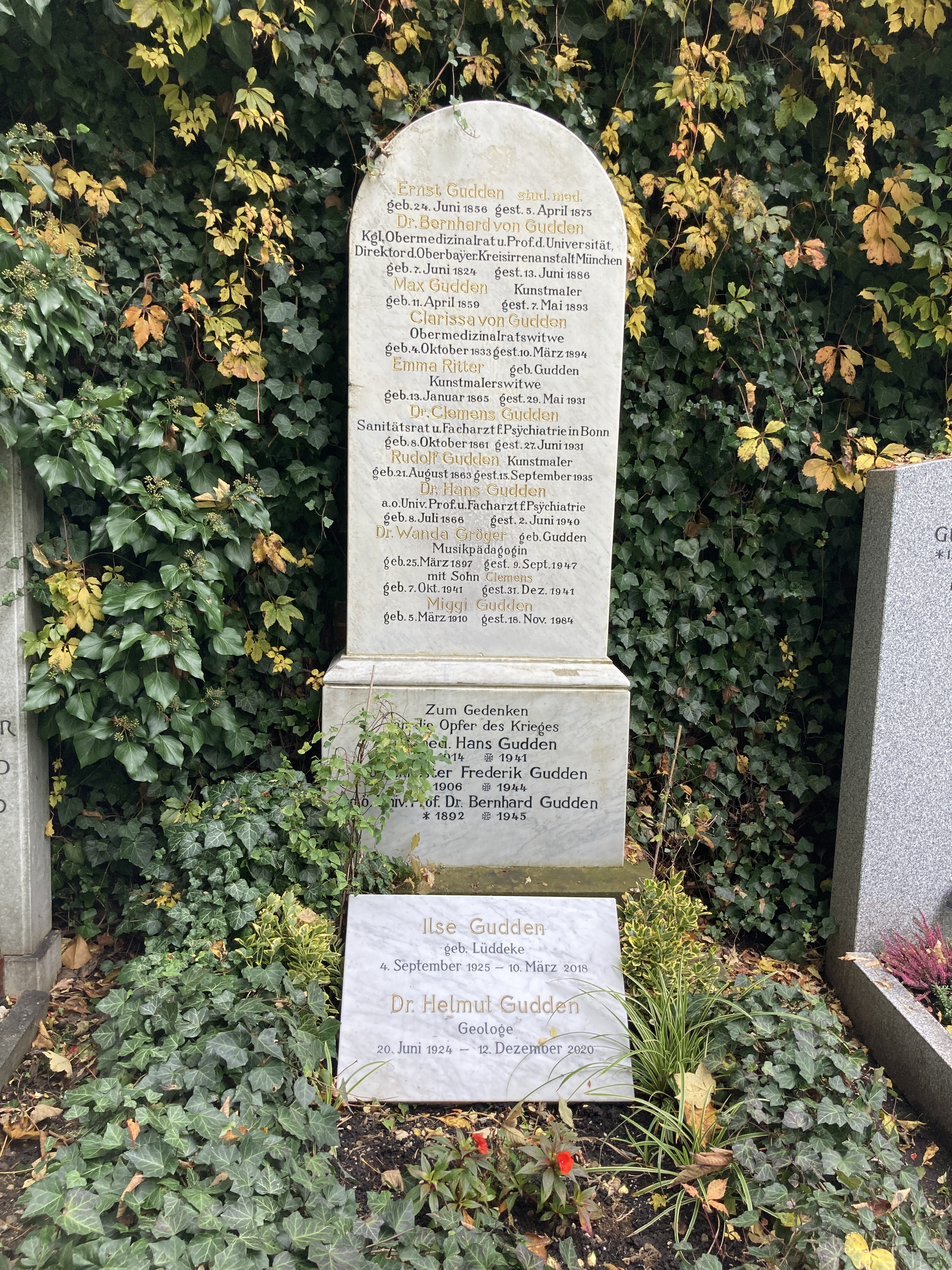
Grab von Hans Gudden auf dem Münchner Ostfriedhof

Die Grabstätte von Hans Gudden befindet sich auf dem Münchner Ostfriedhof (Grab Mauer links Nr. 5). In diesem Grab ruhen ebenso sein Vater Bernhard, seine Mutter Clarissa und einige seiner Geschwister (Ernst, Emma, Rudolf, Clemens, Max) sowie weitere Verwandte.

## Schriften
- Die Königliche Psychiatrische Klinik in München. Verlag Johann Ambrosius Barth, Leipzig 1905.
- Über Massensuggestion und psychische Massenepidemien. 1908. (Reprint der englischsprachigen Ausgabe: ISBN 978-1-160-26367-2)
- Poetische Physiologie, Psychologie und Psychiatrie aus einigen Klassikern. In: Archiv für Psychiatrie und Nervenkrankheiten, 44. Jahrgang, Nr. 1, S. 376–389. / 58. Jahrgang, Nr. 1, S. 40–48.